# Pikmin Bloom
『Pikmin Bloom』（ピクミン ブルーム）は、ナイアンティックと任天堂が共同開発し2021年より配信開始されたiOS/Android用位置情報ゲーム。

## 概要
任天堂が展開するピクミンシリーズを題材としたアプリで、スマートフォンを持ち歩くことにより、半動物・半植物の小さな生物であるピクミンたちを誕生させていく。本編シリーズのように敵と戦うなどのアクション要素はなく、ライフログやウォーキングアプリに近いものになっている。歩数の計測についてはスマートフォンに搭載されているヘルスケア情報（iOSの場合はヘルスケア (Apple)、Androidの場合はGoogleアカウントに保存されたフィットネス情報）と連携して取得している。
「ビッグフラワー」や「キノコ」などイベントが発生する地点がゲーム内の地図上にある。これらはナイアンティックの以前のゲームで、現実の地図上の文化的・社会的に重要な場所にユーザーが作ったスポット（Ingressにおける「ポータル」やPokémon GOの「ポケストップ」など）を利用している。実際にある程度の距離まで接近しないとイベントは発生しないので、プレイヤーは実際に外出してビッグフラワーやキノコに近づく必要がある。また歩数を稼がないとピクミンも誕生せず、ゲーム内で毎月行われているイベントも進めることはできないので、プレイヤーが毎日歩くきっかけになりうる。様々な場所を歩いた記録が地図上や「ポストカード」などの形で記録されるので、違った場所に行こうというきっかけにもなりうる。
本作はNianticの東京スタジオが初めて手掛けた作品で2018年春頃より開発が始まった。ピクミンを題材とした理由について、「日常生活をサポートするようなものを作りたい」という方針で任天堂と検討する中で、架空の惑星を舞台としつつも実在のものが登場するなどリアルな世界との結びつきが感じられるピクミンがベストなのではと考えたことにより採用に至った。

## システム
花植え・マップ
ピクミンと共に歩き、花植えをすることが本作の主な目的である。花びらをセットして歩くことでマップ上に花が咲く。この花は数日間咲き続け、他のプレイヤーからも見えるようになる（咲いた花を任意に消すことも可能）。花は様々な種類が存在し、特別な種類の花は季節ごとに変化する。
またマップ上のあらゆる場所は「ビッグフラワー」や「キノコ」になっている。「ビッグフラワー」は周辺に植えた花の数が一定数を越えると咲く大きな花で、一定時間で枯れて再びサイクルを迎える。「ビッグフラワー」も花の種類と同種存在する。
任天堂の直営店（「Nintendo TOKYO」など）やイベントが実施されている場所は「スペシャルスポット」として、特別な苗が手に入る。
「キノコ」は地図上に発生する物体であり、ピクミンにキノコを壊す「おつかい」を頼むことができる。
ピクミン

プランターに「ピクミンの苗」をセットして歩き一定の歩数が溜まるとピクミンが誕生する。ピクミンは画面上のアバター（Mii）の後ろに付いて歩く。
ピクミンたちはフルーツを見つけることがある。フルーツから抽出したエキスをピクミンに与えると頭に花が咲き、その花びらを摘んで花植えに使用することができる。またピクミンの頭の花も与えたエキスと同様の花が咲く。フルーツもリンゴやレモンなど様々登場し、その色によってエキスおよび花の色も異なる。
エキスを与えたり「おつかい」を頼んだりすることでピクミンの「なかよし度」が4個になると、デコ（アイテム）を身に着けた「デコピクミン」と呼ばれる姿にすることができる。デコはピクミンの苗を見つけた場所に由来するもので、例えば、カフェではコーヒーカップであったり、駅では駅名と日付が記された切符であったりする。生まれた時から「デコピクミン」になる特別な苗（「大きな苗」「金の苗」）も存在する。

おつかい
ピクミンたちに、マップ上に落ちているフルーツや新しい苗の探索を依頼して後から受け取ることができる機能。遠く離れた場所にある物ほど回収に時間がかかる。なかよし度が最大のピクミンが「デコピクミン」になるためのデコも「おつかい」で回収しに行く。
またマップ上に点在する「キノコ」はピクミンたちに「おつかい」を頼むことで壊すことができ、壊すとフルーツやポストカードが手に入る。壊す時間が速いほどフルーツのエキスの量も多い。様々な大きさや色が存在し、その色に対応したピクミンで、なおかつなかよし度の高いピクミンがより速く壊すことができる。

ポストカード
キノコに行ったピクミンがその場所と共に映った写真が添付されており、「キノコ」を壊した際のスコアも記載されている。おつかいに行った際も稀に手に入る。

1日のふりかえり
1日の終了時には歩数や歩いたルートを確認でき、ライフログ機能にメモや写真を残せる。マップには全体に白いもやがかかっているが、過去に歩いた場所はもやが晴れて緑色のあとが残る。

バッジ
花を植えた本数や歩いた歩数などによって様々なバッジが用意されている。

AR要素
「ARモード」に切り替えると、スマートフォンのカメラを通じて映された風景にピクミンたちが出現し、写真を撮ることもできる。

コミュニティデイ
毎月1回開催されているイベント。コミュニティデイのたびにその季節の花が追加され、当日1万歩歩くとその花のバッジを手に入れることができる。

## コラボレーション
ローソン
「秋のピクミンキャンペーン」として、2022年11月1日から14日にキャンペーン限定商品やグッズの発売、一番くじの販売などを実施。ゲーム内では日本リリースから1周年を記念したコラボイベントが行われた。キャンペーン期間内のローソンがスペシャルスポットになり、特別なデコピクミン（全7種）になる大きな苗を入手できた。